# Amplifier (groupe)
Pour les articles homonymes, voir Amplifier.
Amplifier est un groupe britannique de rock, originaire de Manchester, en Angleterre.

## Histoire
C'est dans le magasin de disques de Neil Mahony que Sel Balamir, Matt Brobin et lui-même se sont rencontrés. Tous trois avaient déjà acquis de l'expérience dans divers groupes. Ils donnent leur premier concert ensemble en mai 1999. Leur premier album, Amplifier, sort en mai 2004 sur le label britannique Music for Nations et est accueilli très favorablement par la presse musicale anglophone et germanophone,,. Après la faillite du label et le passage au label SPV, l'album est réédité en juin 2005 sous la forme d'un double album. Le deuxième CD contient, outre les clips et les faces B des extraits du single Half Life qui n'était jusqu'alors disponible que sur la version digipack.
L'EP The Astronaut Dismantles Hal, qui contient six morceaux et un morceau caché, sort en Allemagne le 14 octobre 2005 et montre une évolution stylistique du groupe. Par exemple, des boucles de batterie électriques ont été intégrées dans la chanson Into the Space Age. Chaque élément de la batterie est d'abord enregistré séparément et indépendamment des autres, avant d'être recomposé sur ordinateur, à l'aide d'un échantillonneur, pour former un rythme.
Le deuxième album, intitulé Insider, sort fin septembre 2006. Pour Balamir, le précédent était « plus lent, joué plus profondément, avec des chansons plus longues - comme des mantras. » Ici, les morceaux s'étalent moins, sont plus « compacts » Les enregistrements du clip live Procedures sont tournés à Cologne et Munich en octobre 2006, en prélude à la tournée allemande.
Amplifier est lié par une amitié avec le groupe Oceansize, également originaire de Manchester, avec lequel ils ont déjà joué un grand nombre de concerts communs. L'ancien guitariste et chanteur d'Oceansize, Steve Durose, est membre permanent du groupe de 2011 jusqu'à son départ en 2020. En février 2011, The Octopus, le troisième album studio du groupe, sort. Le double album est disponible en édition spéciale avec un livret de 70 pages ainsi qu'en digipack avec un livret de 8 pages. En mars 2013, le quatrième album studio Echo Street sort. D'autres albums suivront : Mystoria en 2014, Trippin’ with Dr. Faustus en 2017, et Hologram en 2023.

## Discographie

### Albums studio
- 2004 : Amplifier
- 2006 : Insider
- 2011 : The Octopus (double album, vendu à + 20 000 exemplaires[9])
- 2013 : Echo Street
- 2014 : Mystoria
- 2017 : Trippin’ with Dr. Faustus
- 2023 : Hologram

### EP et singles
- 2003 : The Consultancy
- 2004 : Neon
- 2005 : The Astronaut Dismantles HAL (EP)
- 2005 : Everyday Combat (CD promo)
- 2006 : Procedures (CD promo)
- 2009 : Eternity (EP limité)
- 2011 : Fractal (EP limité)
- 2013 : Sunriders (EP Echo Street Special Edition)
- 2014 : Residue
- 2015 : Residue (Part Two)
- 2017 : Record (EP)

### Compilations
- 2018 : Intro

### Albums live
- 2003 : The Consultancy
- 2004 : Neon
- 2005 : Everyday Combat
- 2006 : Procedures
- 2011 : The Wave
- 2011 : Planet of Insects
- 2013 : Matmos